# 维亚切斯拉夫·莫洛托夫
维亚切斯拉夫·米哈伊洛维奇·莫洛托夫（羅馬化：Vyacheslav Mikhailovich Molotov；1890年3月9日—1986年11月8日），原姓斯克里亚宾（Скрябин，羅馬化：Skryabin），早年参加革命时，将姓氏改为“莫洛托夫”（Молотов，取“锤子”之意，俄文“锤子”为）。1930年－1941年任苏联人民委员会主席（政府总理），1942年至1957年任苏联人民委员会（1946年后改称部长会议）第一副主席，1939年至1949年及1953年至1956年兼任外交人民委员（1946年后改称外交部长），1957年6月被降为驻蒙古大使，1964年被开除党籍，勒令退休。1984年恢复党籍。

## 生平
莫洛托夫生于沙皇俄国维亚特卡省亚兰斯克（今俄羅斯基洛夫州蘇維埃茨克），原名斯克里亚宾，商店职员之子，与常见错误相反他与知名作曲家亚历山大·斯克里亚宾并无亲属关系，在圣彼得堡理工学院就读。后加入俄国社会民主工党，担任《真理报》编辑。被沙俄政府流放。1912年在圣彼得堡结识斯大林。在沃洛格达流放期间曾靠演奏小提琴挣生活费。考上大学从而合法结束流放生活，随后以大学生的身份免服第一次世界大战兵役。1915年，由于认为斯克里亚宾不好发音，莫洛托夫听上去与无产阶级和工人联系更紧密，故使用假名莫洛托夫。1917年二月革命爆发时，是布尔什维克在彼得堡的地方党组织负责人。在列宁时期就是俄国共产党（布尔什维克）中央政治局候补委员，1926年起任政治局委员。他是斯大林的亲信。在苏联人民委員會主席阿列克谢·伊万诺维奇·李可夫倒台（1938年被处死）后，他继任苏联人民委员会主席，成为斯大林领导班子的二号人物，支持斯大林的农业集体化政策并参与领导了大清洗。
1939年－1949年及1953年－1956年兼任外交人民委员（1946年后改称外交部长），是斯大林国际谈判的主要代言人和顾问，曾多次冒着生命危险飞越敌占区上空与西方领导人斡旋。他善于使用外交手段维护苏联的利益，能言善辩，被誉为外交天才，尽管斯大林对他并不完全信任。
1941年，斯大林亲自出任苏联人民委员会主席，把莫洛托夫降为苏联人民委员会（后改称苏联部长会议）第一副主席。1949年，莫洛托夫的妻子热姆丘任娜因支持犹太人的言论遭到了斯大林的迫害，莫洛托夫被解除了外长职务，但莫洛托夫至始至终都在坚定地支持斯大林，在斯大林去世后重新兼任外交部长。由于反对赫魯雪夫推動的苏共二十大后的反斯大林和去斯大林化政策而于1957年被打为“反党集团”头目，被降为驻蒙古人民共和國大使。1964年被开除党籍，勒令退休。1984年被恢复党籍，1986年去世。是列宁同志中，極少数几个活到1980年代的。

## 思想
从1969年至1986年的17年间，莫洛托夫接受了苏联记者丘耶夫139次采访，谈了许多问题，对斯大林给予了很高的评价，后来被丘耶夫写成《同莫洛托夫的140次谈话》。莫洛托夫谈话的主要内容可概括为：
1. 我并不是斯大林的第二把手，我终生都被窃听，最后几年还等待着被捕。
2. 列宁的晚年是复杂的，神经质；列宁的朋友们，基本上都是一些可疑的人；列宁同斯大林的关系非常密切，列宁把斯大林当作自己在中央的支柱，如果把斯大林杀掉了，再加上两三个人，苏联就完了；列宁在世时，有那么多不协调的、形形色色的反对派，总要有人放开手脚去进行镇压，于是斯大林就实际上承担起这项任务并加以解决了；十大通过新经济政策，我们不得不暂时放弃路线，放弃社会主义，放弃工人阶级的领导，向资本主义漂移。
3. 斯大林搞镇压活动是完全正确的、必要的；口供就是证据；我们全力支持他，我是其中最主要的一个；没有镇压，我们也生存不下去；镇压政策是挽救人民、挽救革命的惟一政策，是符合列宁主义及其基本原则的惟一政策；但是，镇压还不够彻底，比如像赫鲁晓夫、米高扬、李维诺夫等人，当时就没有被杀掉，应该镇压更多人才对。
4. 在共产主义实现前，永远是无产阶级专政，而专政只能是几个人的专政，专政必须株连到妇女和儿童；只要帝国主义存在一天，苏联人民的生活就不可能得到改善；因为我们必须要像斯大林那样集中一切人力、物力和财力来发展重工业（特别是军事工业）；所以共产党永远不能代表农民和知识分子的利益；我们只能把有些科学家关押起来工作。
5. 在我主持下，消灭了四十万户富农；农业集体化的成就比卫国战争的胜利还大。
6. 斯大林在卫国战争爆发后三天不露面，呆在别墅，难过得很，郁郁不乐，十分慌乱，请他发表告人民书，遭到他拒绝，请他领导最高统帅部，他也不接受，后来还是由我们大家去恳请他出来领导卫国战争的。
7. 我的惟一任务就是执行对外扩张政策，要占领东欧和西欧，要分化瓦解非洲，还要向苏联南部边境外扩张；我强迫南斯拉夫代表在文件上签字；我坚决反对赫鲁晓夫提出的“和平共处”，因为和平共处与反帝斗争不能并存；帝国主义必将在20世纪灭亡，但美国是最适合搞社会主义的国家，美国将最早地实现共产主义。
8. 我反对赫鲁晓夫的改革与释放一切政治犯，赫鲁晓夫好歹还继续推行国有制经济，吹牛皮要进入共产主义，他在苏共二十大上谴责斯大林只是局部平反，但却放出了一个可怕的敌人—人道主义。
9. 斯大林周围都是贝利亚派去的人，斯大林不能不知道他是贝利亚手中之物，贝利亚说斯大林是被他谋害死的；斯大林最相信的是日丹诺夫；我始终支持和拥护斯大林的领导；我的妻子以德国间谍罪名被捕后，我没有声辩，政治局开会要我同她离婚，我起初不同意，但后来又同意了。但我认为即使我真的被斯大林处死，我也是死得其所，我也愿意。

莫洛托夫晚年出版回忆录，透露许多政治与二战内幕，颇具歷史价值与可看性。

## 轶闻
在苏芬战争中，苏联轰炸机曾轰炸芬兰首都赫尔辛基总统府（曾为沙皇行宫），此为冬季战争期间的赫尔辛基轰炸，结果炸弹击中总统府前面广场的汽车站；赫尔辛基总共被轰炸了8次，全市遭到350枚炸弹袭击，造成97人死亡，260人受伤，另有55座建筑物被摧毁，遭到世界各國的譴責。因苏联在其它地区使用了RRAB-3子母弹留下了大型外壳，国际社会指责苏联用子母弹攻击芬兰平民，苏联外长莫洛托夫辯稱苏联飞机没有向芬兰人民扔下炸弹，而是去轰炸机场及去貧民區為貧苦的芬蘭人民空投麵包。芬蘭軍民便將苏联投下謔称为“莫洛托夫的面包篮”。

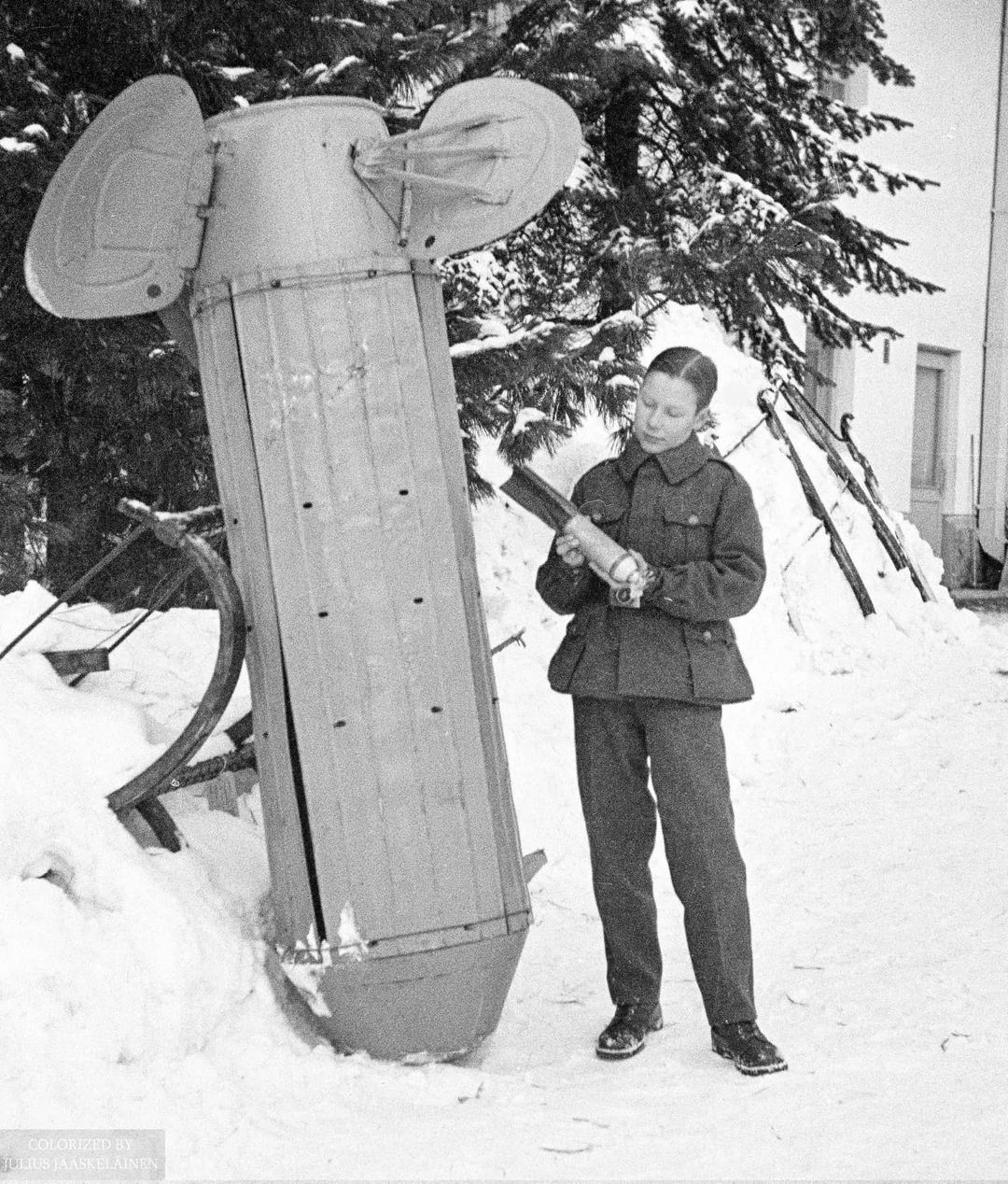
「莫洛托夫的麵包籃」 蘇聯 РРАБ-3 集束燃燒彈
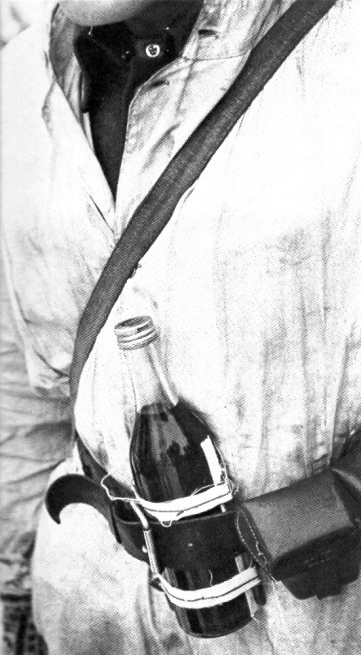
「回敬莫洛托夫的雞尾酒」 芬蘭游擊隊土製汽油彈